# L'uomo che incontrò se stesso
L'uomo che incontrò se stesso è una commedia teatrale scritta nel 1995 da Luigi Lunari e tradotta in francese e tedesco.

## Trama
È la storia di un uomo, Michele, che scopre come sua moglie, forse stanca di una vita coniugale piatta e banale e delusa dalla sua incapacità di far carriera, lo tradisca con  il suo migliore amico. La scoperta avviene in una situazione tragica: quando il classico incidente della stufetta che non funziona sorprende i due amanti nello squallido monolocale che è sede dei loro incontri. Ma tutto questo è solo un lontano antefatto. La commedia è ambientata in un'isola immaginaria dove la realtà quotidiana si incontra con l'Aldilà. Sono passati molti anni; e Michele, che dopo il tragico incidente si è trasformato in un uomo di successo ed ha raggiunto potere e ricchezza,  "vive" ora in una sorta di limbo dove incontra se stesso giovane, insieme alla moglie Gigliola, alla suocera signora Ottilia, e al suo migliore amico, Lamberto. È il giorno in cui Gigliola è destinata a morire, e Michele fa di tutto per convincere il se stesso giovane ad aprire gli occhi, e la giovane moglie a ravvedersi. Ma è possibile cambiare il corso di un evento che già si è verificato? È questa - forse - la condanna di Michele, che a suo tempo gli occhi non ha saputo aprirli: rivivere ogni giorno la possibilità illusoria di poter cambiare quel che è stato, ogni giorno fallire, ogni giorno sperare che il giorno dopo le cose andranno in modo diverso.

## Altri allestimenti
- Catania, Teatro Brancati, 19 marzo 2009. Regia di Romano Bernardl, protagonista Romano Bernardi.
- Merano, Compagnia Teatro Amico, marzo 2015.  Regia di Alfred Holzner, protagonista Sergio Feller.

## Critica
(L'Arena, di Verona. 3 dicembre 1995)
(Il Giornale, Milano, 19 ottobre 1995)
(Cristiana, Milano, ottobre 1995)